# Ivar Stukolkin
Ivar Stukolkin (n. 13 august 1960, Tallin, RSS Estonă, URSS) este un înotător estonian, medaliat olimpic. A participat la o ediție a Jocurilor Olimpice (1980) în care a câștigat o medalie de aur și o medalie de bronz.